# Bethlehem Steel F.C. (1907–1930)
Bethlehem Steel Football Club, mais conhecido como Bethlehem Steel FC, foi um clube de futebol da cidade de  Bethlehem, Pensilvânia, Estados Unidos. É considerado uma das equipes mais vitoriosas da história do futebol nos Estados Unidos, sendo o maior vencedor da história da US Open Cup, ao lado do Maccabi Los Angeles.
 Entre 2015 e 2019 o Philadelphia Union possuiu uma filial com o mesmo nome.

## História

### Bethlehem Steel F.C. (1907–1930)
A primeira vez que ocorreu um jogo de futebol em Bethlehem foi em 1904, quando funcionários públicos da cidade se reuniram em uma área descampada da cidade.
Essas mesmos entusiastas do futebol que fundaram em 17 de novembro de 1907 o Bethlehem Steel Football Club. Sua primeira partida oficial foi contra o West Hudson A.A., com vitória do West Hudson por 11x2. O clube disputou várias ligas até chegar a ASL, considerada na época a primeira divisão na época e que mais tarde se chamaria ESL. Os títulos do Bethlehem Steel F.C. incluem  o tricampeonato da AAFBA, um tricampeonato de NAFBL, um bicampeonato da ASL, um título da ESL, um título da Lewis Cup, um título da llied Amateur Cup, seis títulos da American Cup e um pentacampeonato da National Challenge Cup, atual Lamar Hunt U.S. Open Cup.
O clube foi extinto em 1930, devido a disputas entre as defirentes ligas de Futebol e problemas financeiros causados pela Grande Depressão.

## Símbolos

### Escudo
| Evolução do Escudo do Bethlehem Steel FC | Evolução do Escudo do Bethlehem Steel FC | Evolução do Escudo do Bethlehem Steel FC | Evolução do Escudo do Bethlehem Steel FC | Evolução do Escudo do Bethlehem Steel FC | Evolução do Escudo do Bethlehem Steel FC | Evolução do Escudo do Bethlehem Steel FC | Evolução do Escudo do Bethlehem Steel FC |
| 1907-1930                                | 1907-1930                                |                                          |                                          |                                          |                                          |                                          |                                          |
| ---------------------------------------- | ---------------------------------------- | ---------------------------------------- | ---------------------------------------- | ---------------------------------------- | ---------------------------------------- | ---------------------------------------- | ---------------------------------------- |

## Palmarés
| Competições Nacionais | Competições Nacionais  | Competições Nacionais | Competições Nacionais                        |
|                       | Competição             | Títulos               | Temporadas                                   |
| --------------------- | ---------------------- | --------------------- | -------------------------------------------- |
| Estados Unidos        | National Challenge Cup | 5                     | 1914–15, 1915–16, 1917–18, 1918–19 e 1925–26 |
| Estados Unidos        | American Cup           | 6                     | 1914, 1916, 1917, 1918, 1919 e 19124         |
| Estados Unidos        | American Soccer League | 1                     | 1926–27                                      |

 Campeão Invicto

## Estatísticas

### Participações
|  | Participações em 2020 |

| Competição     | Competição             | Temporadas | Melhor campanha | Estreia | Última | P | R |
| Estados Unidos | American Soccer League | 5          | Desconhecido    | 1921/22 | 1930   |   | – |